# Stefan Dwoliński
Stefan Dwoliński – poseł do Sejmu Krajowego Galicji I kadencji (1861–1867), włościanin z Bilcz, powiat Tłuste.
Wybrany w IV kurii obwodu Czortków, z okręgu wyborczego Zaleszczyki-Tłuste.